# Łopasnia
Łopasnia (ros. Лопасня) – rzeka w europejskiej części Rosji o długości 108 km. Przepływa przez obwód moskiewski, jest lewym dopływem Oki. Powierzchnia zlewni wynosi 1090 km². Średni przepływ wynosi 6,76 m³.